# Rathaus Grünberg

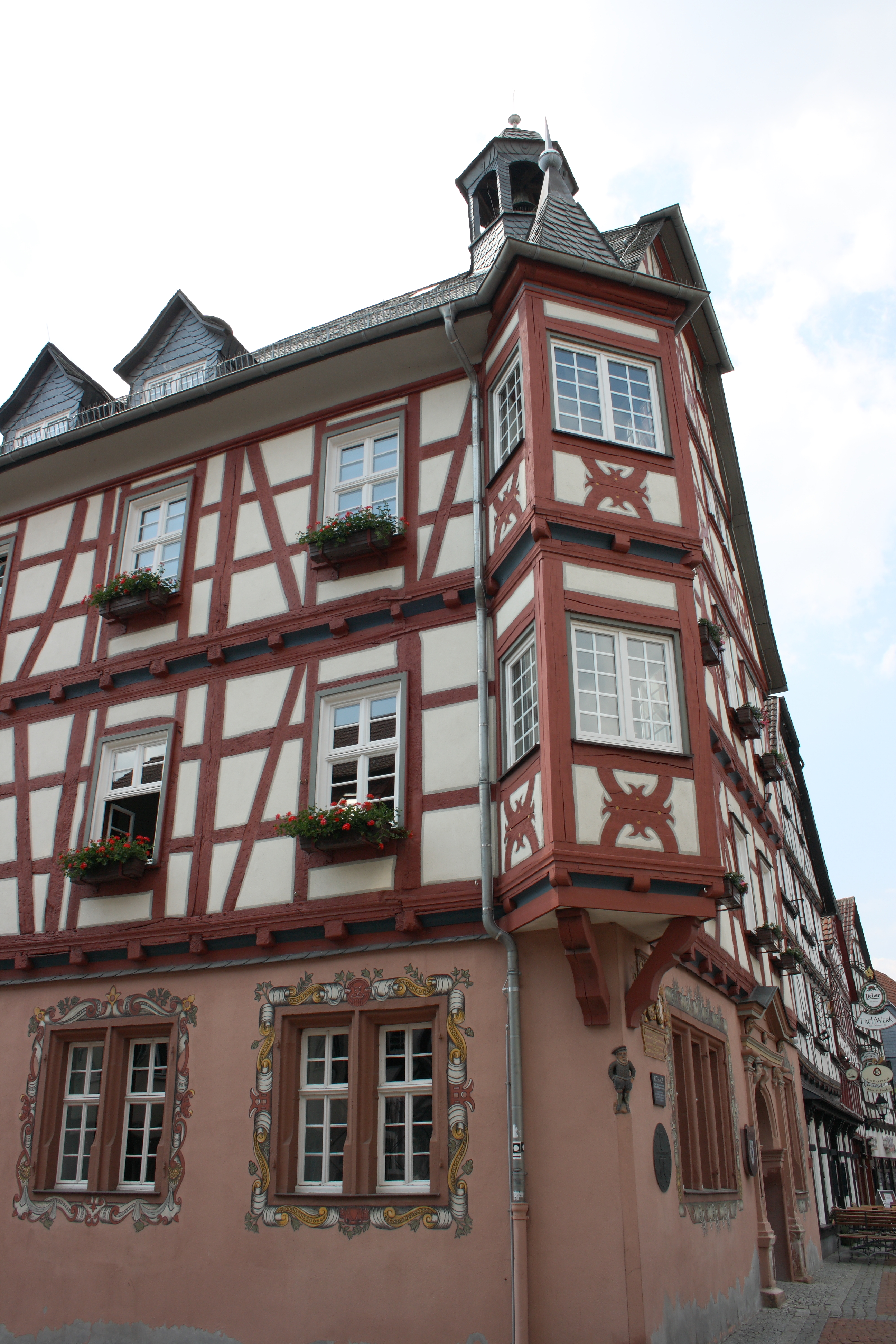
Rathaus in Grünberg

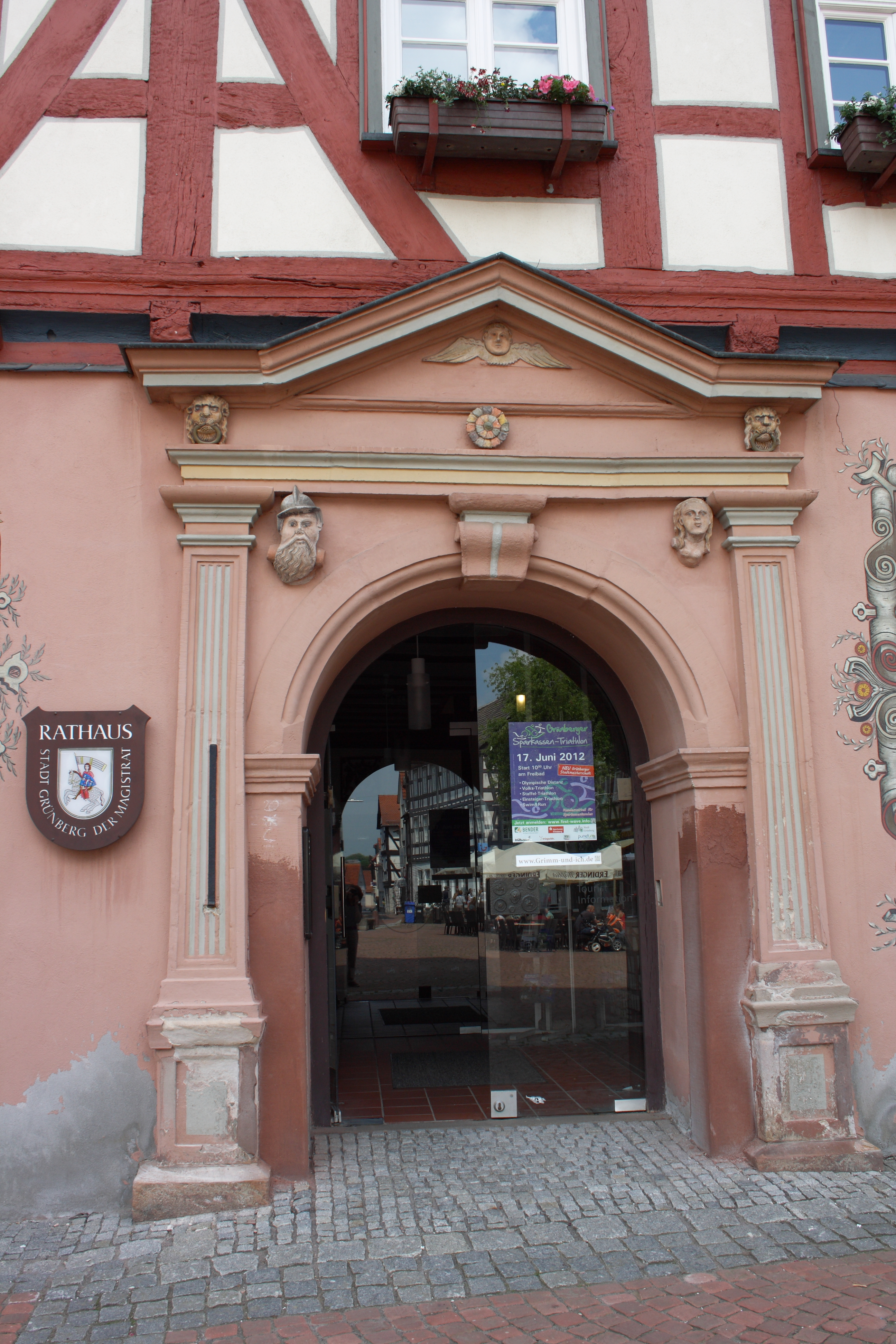
Portal

Das Rathaus in  Grünberg, einer Stadt im Landkreis Gießen in Hessen, wurde 1586/87 errichtet. Das Rathaus am Marktplatz 1 ist ein geschütztes Baudenkmal.

## Geschichte
Das Fachwerkhaus wurde 1586/87 als Wohnhaus für den Amtmann Hermann Rüdiger von Hersfeld erbaut. 1593 wurde es an die Stadt Grünberg verkauft, die darin ihr Rathaus einrichtete. 1822 wurde der Renaissancebau verputzt und der über zwei Stockwerke gehende Eckerker abgetragen. 1966 wurde das Fachwerk wieder freigelegt. 1980 erfolgte eine umfassende Restaurierung des Fachwerkes und die Neuanbringung des Erkers.

## Architektur
Der hohe Giebelbau steht auf einem massiven Untergeschoss. Der Eckerker an der Ecke des Marktplatzes zur Rabegasse ist besonders auffällig. Das steinerne Portal im Stil der Renaissance wird von Pilastern gerahmt und von einem Dreiecksgiebel abgeschlossen. Daneben befindet sich das Wappen des Erbauers mit einer lateinischen Inschrift: 

„CVM GEMINA TRIETERIDE SECVLA QVINQUE DECEMQUE LVSTRAQUE POST CHRISTVM SEXQUE DECEMQUE IERANT RVDIGER HERMANNVS CVM PRIMVM HAS PONERET AEDES PERFECTTASQUE ANNO RITE SEQUENTE DARET“